# Жемчуг дракона (аниме)
«Dragon Ball» (яп. ドラゴンボール Дорагон Бо:ру) — аниме-сериал студии Toei Animation, адаптация первых 194 из 519 глав манги Акиры Ториямы «Жемчуг дракона». Сериал впервые транслировался с февраля 1986 по апрель 1989 года на телеканале Fuji TV, а позже был показан в 81 стране по всему миру.

## Сюжет
Аниме рассказывает историю поиска семи так называемых «драконих жемчужин» — магических камней, которые, будучи собранными в одном месте, могут исполнить любое желание. После чего эти жемчужины вновь разлетаются по всему свету, и те, кто хочет исполнить своё желание, могут собрать их вновь — жемчуг обретёт свою силу выполнять желания через год после предыдущего раза.

## Производство
Кадзухико Торисима, бывший редактором Ториямы в ходе работы над Dr. Slump и первой половиной «Жемчуга дракона», рассказывал, что так как по его мнению аниме Dr. Slump не было успешным, он вместе с Shueisha гораздо серьёзнее подошли к работе над «Жемчугом дракона». Ещё до начала производства аниме был создан подробный детализированный документ, описывающий все детали проекта, включая в том числе и планируемые к созданию на его основе сопутствующие товары. Торисима детально подошёл к этой работе, изучая способы лучше представить аниме с деловой стороны и даже обсуждал это с командой «Дораэмона» из Shogakukan.
Торияма также был вовлечён в создание аниме. Он отметил, что в начале работы команда сделала «Жемчуг дракона» слишком красочным, навязывая ему палитру Dr. Slump. Ему также довелось принять участие в прослушивании актёров, и именно он выбрал Масако Надзаву на роль Гоку. Позже Торияма заявлял, что слышит в голове её голос в ходе работы над мангой. Он также выбрал Маюми Танаку на роль Куририн после того, как услышал Джованни в «Ночи на Галактической железной дороге». Вообще, по словам Тору Фуруи, прослушиваний было немного, так как на роли в основном назначались опытные актёры.
Тосио Фурукава, озвучивавший Пикколо, отметил, что ему было тяжело всё время говорить низким голосом, так как стоило потерять концентрацию и прорывался его обычный лёгкий голос.
Сюнсукэ Кикути написал музыку для «Жемчуга дракона». В начале всех серий звучит Makafushigi Adventure! (яп. 魔訶不思議アドベンチャー！ Макафусиги адобэнтя:!, «Таинственное приключение!»), исполненная Хироки Такахаси. В конце — Romantic Ageru yo (яп. ロマンティックあげるよ Романтикку агэру ё, «Я дам тебе романтику») в исполнении Усио Хасимото.
Когда Торисима почувствовал, что рейтинги «Жемчуга дракона» начинают падать, он обратился к студии с просьбой заменить продюсера, в чьём представлении произведения Ториямы виделись «милыми и забавными», из-за чего терялись серьёзные ноты в сюжете. Под впечатлением от работ режиссёра Кодзо Мориситы и сценариста Такао Коямы над Saint Seiya он попросил их помочь «перезапустить» «Жемчуг дракона», что соответствовало началу Dragon Ball Z.
В ходе показа аниме были выпущены также три полнометражный фильма: Curse of the Blood Rubies в 1986 году, Sleeping Princess in Devil’s Castle в 1987-м и Mystical Adventure в 1988-м. Во всех трёх истории развиваются параллельно сериалу и задумывались так, чтобы не влиять на его сюжет. В 1996 году к десятилетнему юбилею аниме был выпущен фильм The Path to Power.

## Критика
Благодаря бесконечно повторяющемуся сюжету о поисках разлетающихся волшебных жемчужин аниме было довольно продолжительным и стало одним из хитов конца 1980-х годов. В 2000 году спутниковый канал Animax совместно с журналом Brutus и сетью видео-магазинов Tsutaya провели опрос среди 200 000 фанатов о лучшем аниме-сериале, где «Жемчуг дракона» занял четвёртое место. TV Asahi провело 2 опроса в 2005 году, чтобы определить ТОП-100 аниме: «Жемчуг» занял второе место в опросе по всей стране среди зрителей всех возрастов и третье — в онлайн-голосовании.